# Кућа у селу Толисавцу
Кућа у селу Толисавцу, насељеном месту на територији општине Крупањ, била је власништво Мијаила и Вујка Вуковца и у њој се после Другог светског рата налазила Сељачка радна задруга. Кућа је подигнута пред крај 19. или почетком 20. века.
У септембру 1941. године у њој се налазио Врховни штаб Народноослободилачке војске и партизанских одреда Југославије.